# Пейшинюш да орта
Пейшинюш да орта (порт. Peixinhos da horta) — традиційна страва португальської кухні. Назва дослівно перекладається як «Рибки із саду», оскільки вона нагадує невеликі шматочки різнобарвної риби. Завезена в Японію єзуїтськими місіонерами у шістнадцятому столітті, де згодом перетворилася на темпуру.

## Підготовка
Пейшинюш да орта зазвичай готується із зеленої квасолі в клярі на основі пшеничного борошна, який потім обсмажується у фритюрі. Також використовуються інші овочі, такі як болгарський перець і кабачки.